# Línea 11 de CPTM
La Línea 11 - Coral de CPTM es una línea de ferrocarril metropolitano en la ciudad de São Paulo (Brasil). Es una de las trece líneas que conforman la Red Metropolitana de Transporte de São Paulo. Comprende el tramo definido entre las estaciones Luz ↔ Estudantes. Es conocida también como Expresso Leste en el tramo Luz ↔ Guaianases. Actualmente transporta alrededor de 757 mil pasajeros por día, siendo la línea operada por CPTM que más pasajeros transporta.

## Historia
La línea comenzó a construirse en 1869 por la Estrada de Ferro São Paulo-Río (también conocido como Estrada de Ferro do Norte), que sería incorporada por la Estrada de Ferro Central do Brasil en 1890. A principios del siglo XX, comenzó la operación de los trenes suburbanos, inicialmente hasta Penha, llegando a Mogi das Cruzes en la década de 1910, con 49 km de longitud y 19 estaciones.
La electrificación de la línea sucedió recién a mediados de los años 1950 , y las operaciones con trenes eléctricos empezaron a ser realizadas con las unidades ya desgastadas traídas del sistema suburbano de la Central en Río de Janeiro.
En 1976, la línea fue extendida hasta Estudantes para poder dar servicio a los estudiantes de las universidades ubicadas en Mogi das Cruzes.
En 1975, la línea pasaría a ser administrada directamente por el Rede Ferroviária Federal - RFFSA, que desde 1957 tenía la Central do Brasil como una de sus subsidiarias. En los años 70 pasa a la administración de la Empresa Brasileira de Trens Urbanos - EBTU.
En 1984, se trasladó a la Companhia Brasileira de Trens Urbanos - CBTU, que heredó todos los servicios de la red de trenes metropolitanos.
En 1994, la línea fue estadualizada y pasó a manos de Compañía Paulista de Trenes Metropolitanos, que en el 2000, desactivó todas las estaciones entre Brás y Tatuapé, y entre esta y Guaianases. El tramo antiguo entre Artur Alvim y Guaianases fue eliminado para dar paso a un nuevo trazado, rectificado y con tres túneles en que fueron construidos la nueva estación Corinthians-Itaquera y las estaciones Don Bosco, José Bonifacio y Guaianases (nueva). Desde entonces, el tramo entre la Luz ↔ Guaianases pasó a ser denominado "Expreso Leste".
Hasta marzo del 2008, se denominaba Línea E - Naranja.

## Trayecto
La sección entre las estaciones Luz y Guaianases fue completamente remodelada y modernizada a fines de los años 90, cuando se cerraron muchas estaciones paralelas a la Línea 3 - Roja. Después de que se abrió la sección modernizada en mayo de 2000, la línea fue dividida en dos secciones, y los pasajeros realizaban el trasbordo en la estación Guaianases para continuar. Desde entonces, esta parte de la Línea 11 - Coral también se conoce como Expreso Este (portugués: Expresso Leste). La otra parte era conocida como "Banda B", y seguía funcionando con los trenes más antiguos.
Desde abril de 2019, la línea vuelve a estar unificada, pero en las horas punta algunos trenes adicionales pueden viajar solo entre Luz y Guaianases para aumentar la disponibilidad de asientos a las estaciones con más afluencia. Los antiguos trenes fueron todos dados de baja, y hoy circulan solamente trenes nuevos en toda la línea.

## Estaciones

### Expresso Leste
| Sigla | Estación             | Municipio | Comentarios | MDU (05/2008) |
| ----- | -------------------- | --------- | --- | ------------- |
| LUZ   | Luz                  | São Paulo | Integración gratuita con Líneas 1, 4, 7 y 10.                                                                                            | 127.431       |
| BAS   | Brás                 | São Paulo | Integración gratuita con líneas 3, 10, 12 y 13.                                                                                          | 144.419       |
| TAT   | Tatuapé              | São Paulo | Integración gratuita con la Línea 12 y paga con Línea 3. Acceso directo al Shopping Metro Tatuapé y al Shopping Metro Boulevard Tatuapé. | 43.533        |
| ITQ   | Corinthians-Itaquera | São Paulo | Integración paga con la Línea 3. | 11.775        |
| DBO   | Dom Bosco            | São Paulo | | 10.259        |
| JBO   | José Bonifácio       | São Paulo | | 11.292        |
| GUA   | Guaianases           | São Paulo | Integración gratuita con los trenes para Estudantes.                                                                                     | 47.318        |

### Línea 11
| Sigla | Estación              | Municipio             | Comentarios | MDU (05/2008) |
| ----- | --------------------- | --------------------- | --- | ------------- |
| GUA   | Guaianases            | São Paulo             | Integración con los trenes del Expresso Leste para Luz                                                                      | 47.318        |
| AGN   | Antônio Gianetti Neto | Ferraz de Vasconcelos | | 10.755        |
| FVC   | Ferraz de Vasconcelos | Ferraz de Vasconcelos | | 19.476        |
| POA   | Poá                   | Poá                   | | 10.689        |
| CVN   | Calmon Viana          | Poá                   | Integración gratuita con la línea 12                                                                                        | 6.943         |
| SUZ   | Suzano                | Suzano                | Futura integración gratuita con la línea 12.                                                                                | 24.702        |
| JPB   | Jundiapeba            | Mogi das Cruzes       | | 3.727         |
| BCB   | Brás Cubas            | Mogi das Cruzes       | | 4350          |
| MDC   | Mogi das Cruzes       | Mogi das Cruzes       | | 9.775         |
| EST   | Estudantes            | Mogi das Cruzes       | Acceso a terminal de ómnibus Estudantes y a universidades de Mogi das Cruzes. Acceso a terminal rodoviaria Geraldo Scavone. | 8.577         |

MDU = media de usuarios embarcados por día hábil en cada estación, desde el inicio del año. En las estaciones con dos o más líneas el MDU representa la totalidad de pasajeros embarcados en la estación, sin tener en cuenta cual línea será utilizada por el usuario.

## Características de las estaciones
Las estaciones Corinthians-Itaquera, Dom Bosco y José Bonifácio son elevadas. Todas las demás estaciones son en superficie.

## Galería

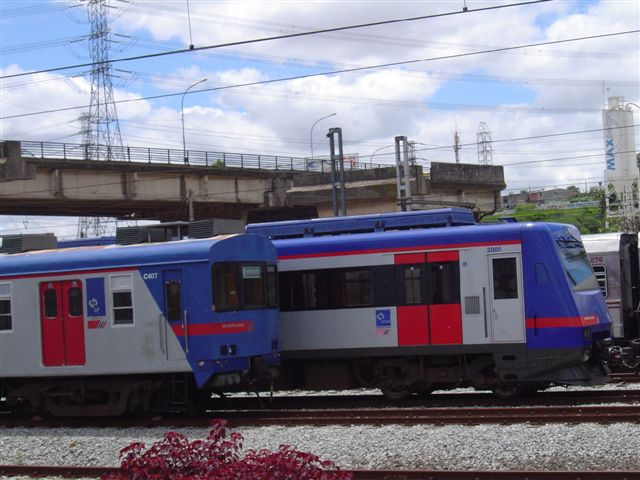
Trenes 4400 y 2000, ahora dados de baja
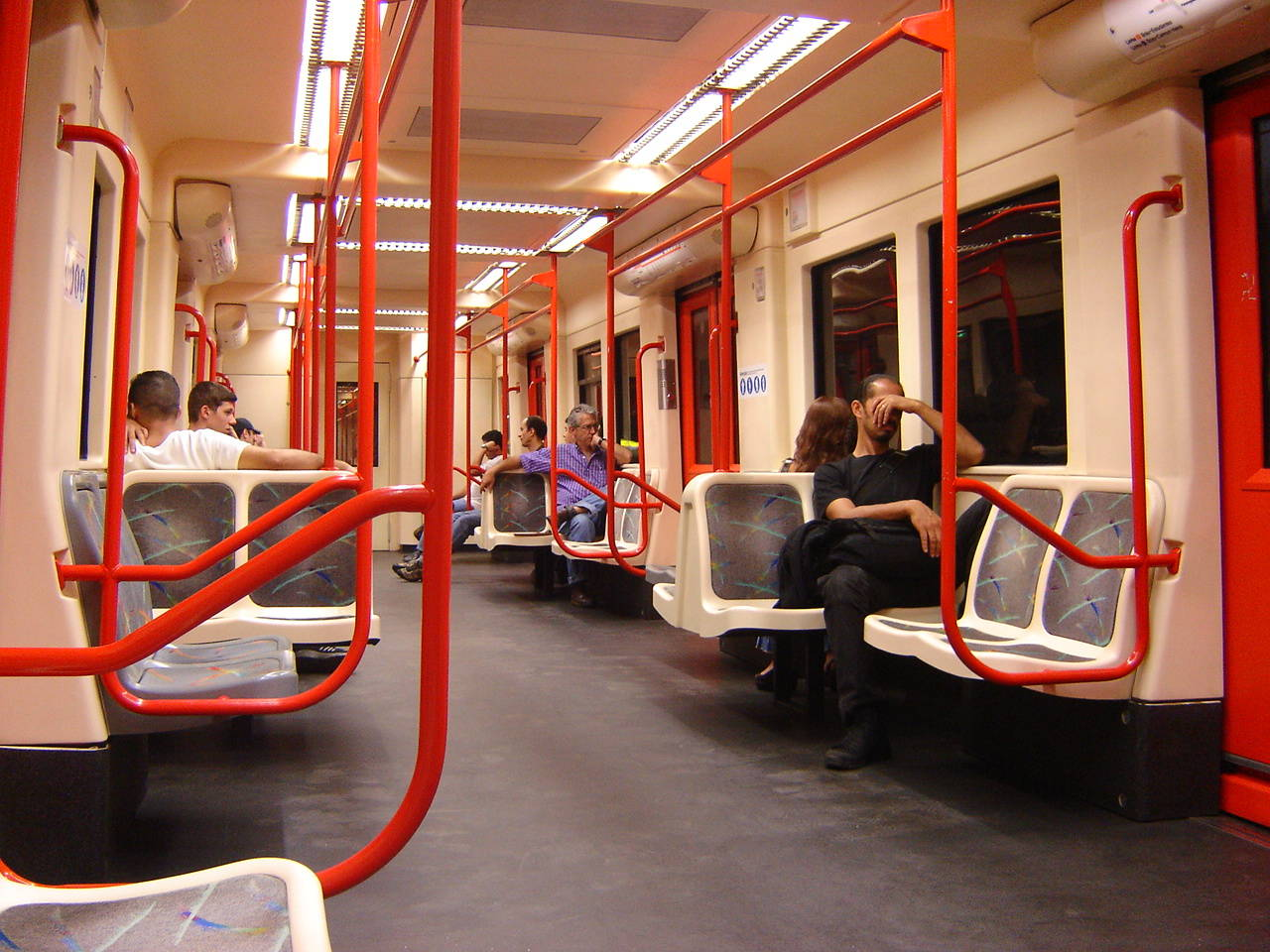
Tren 2000 Vista interior
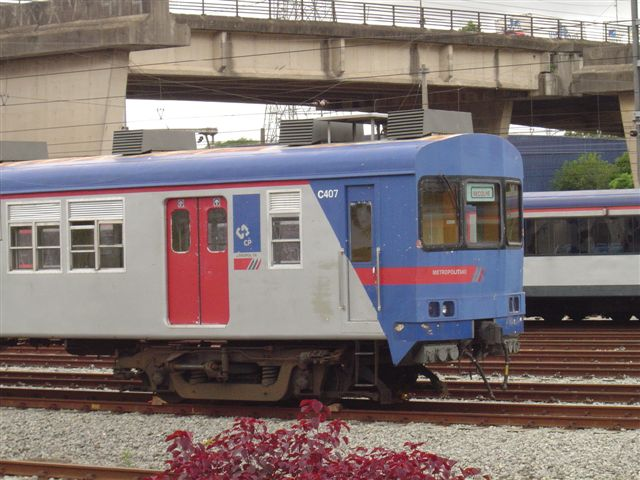
Tren 4400 Dado de baja en 2018
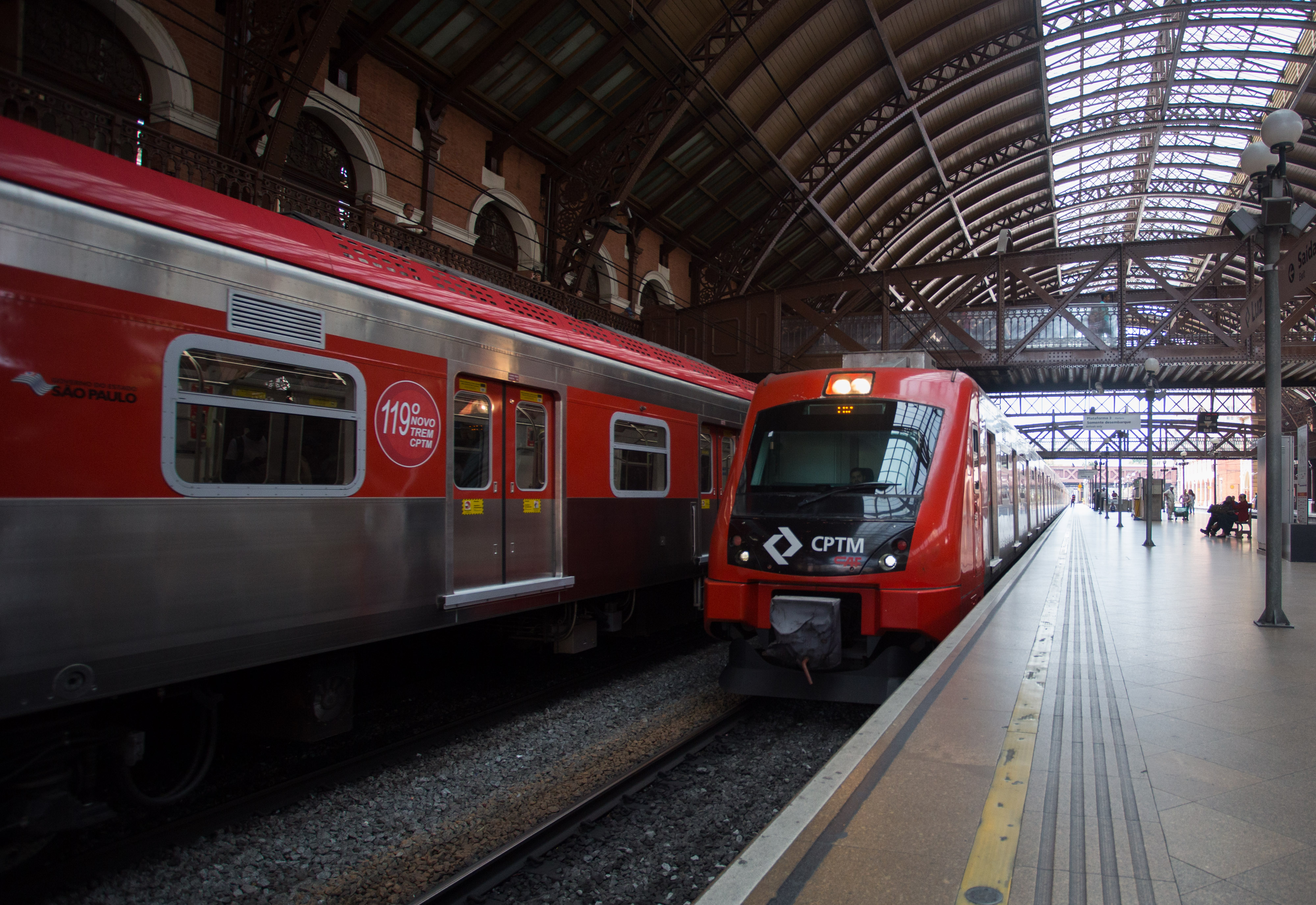
Tren 8500 En toda la Línea 11 - Coral desde 2019
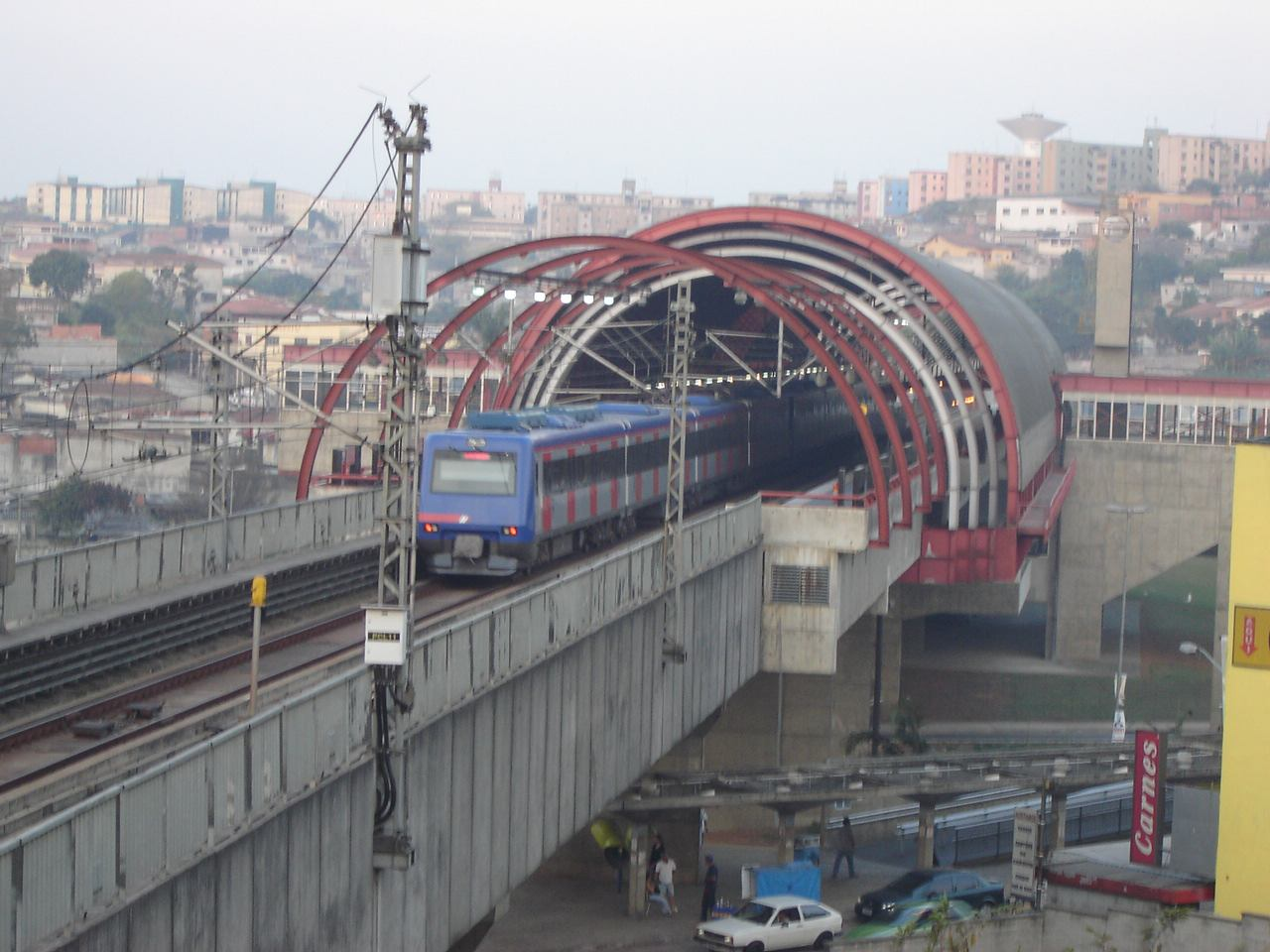
Tren serie 2000 en Dom Bosco
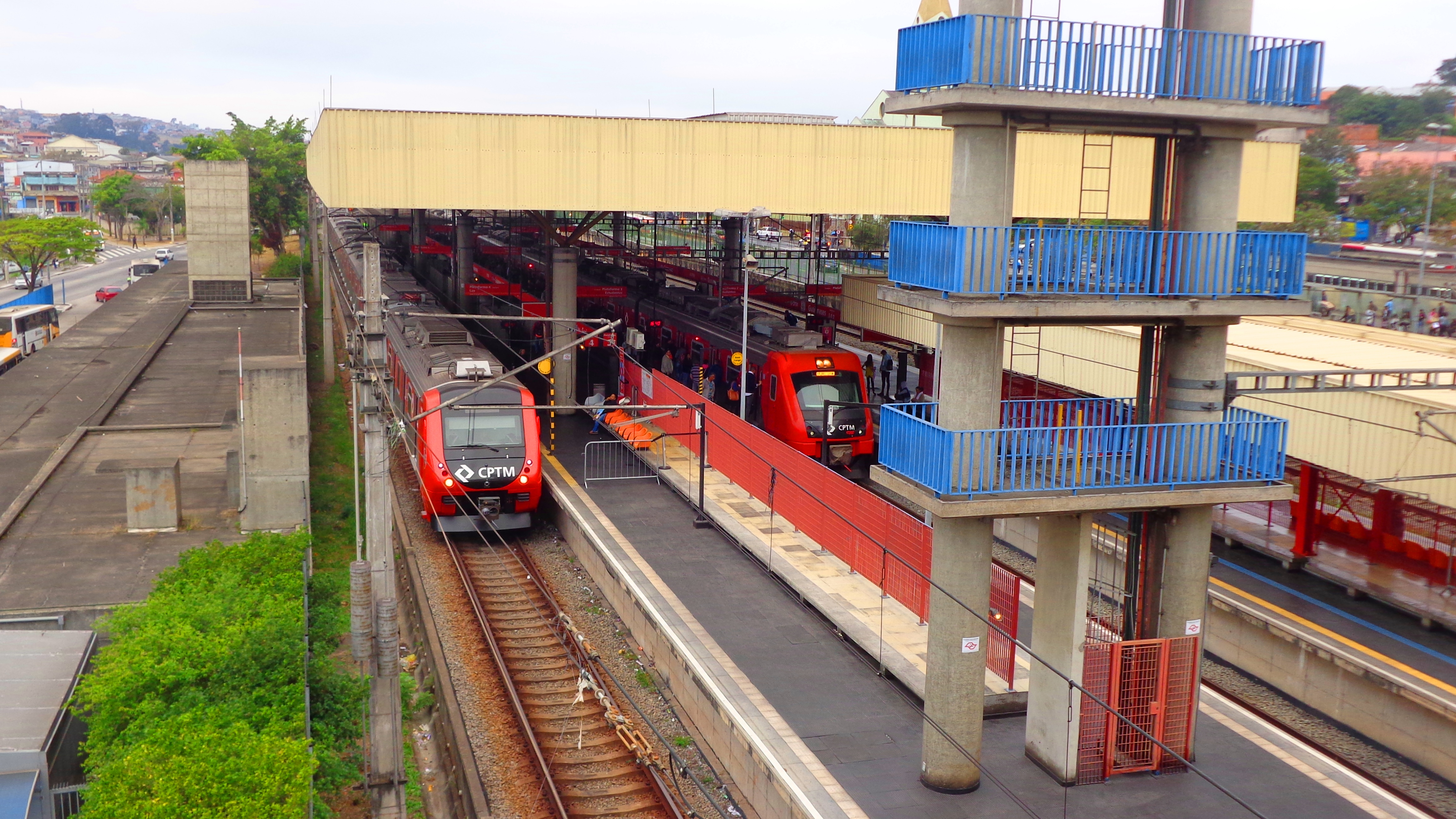
Estación Guaianases Trenes 9000 y 8000
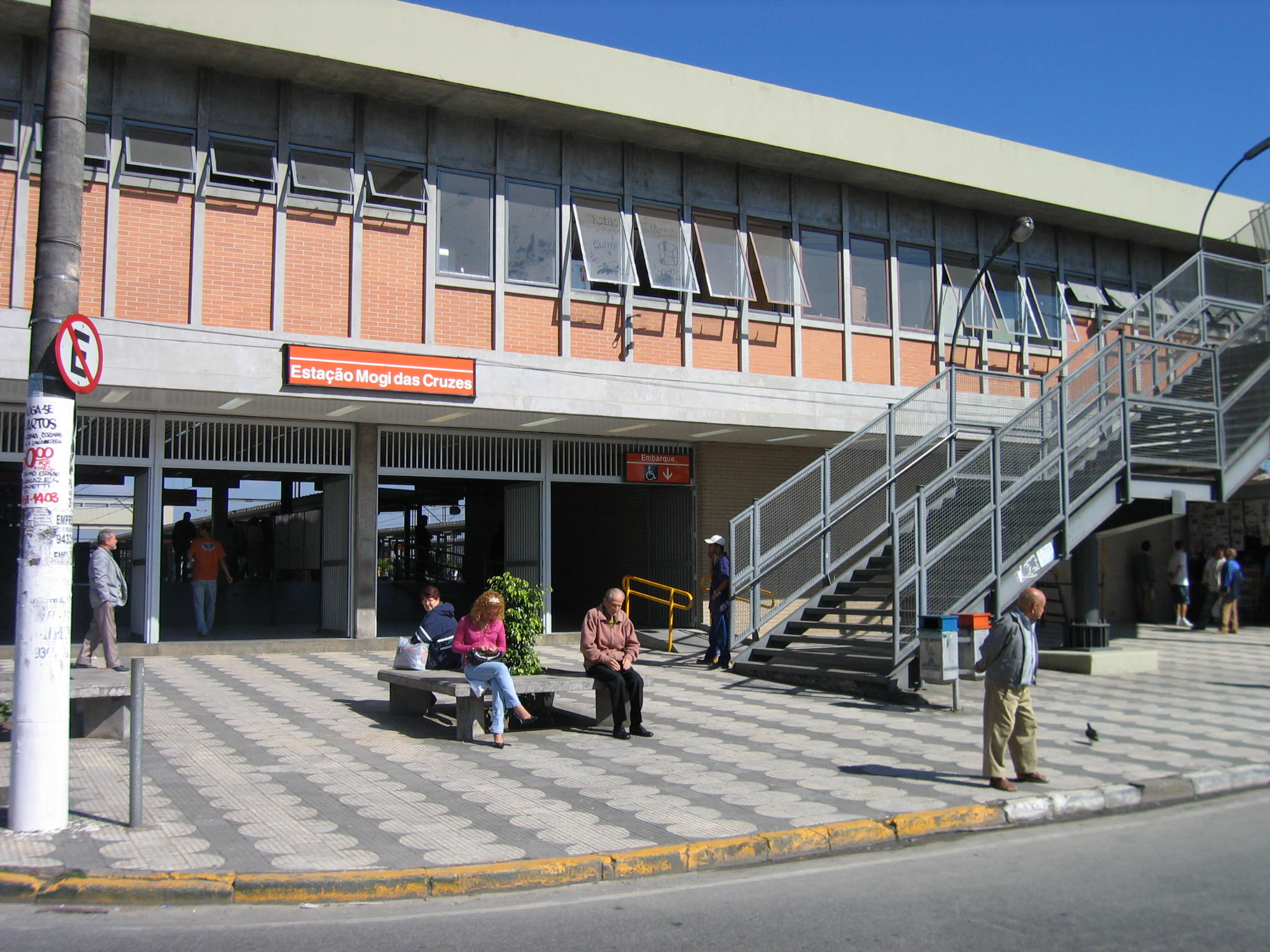
Estación Mogi das Cruzes Acceso a la estación
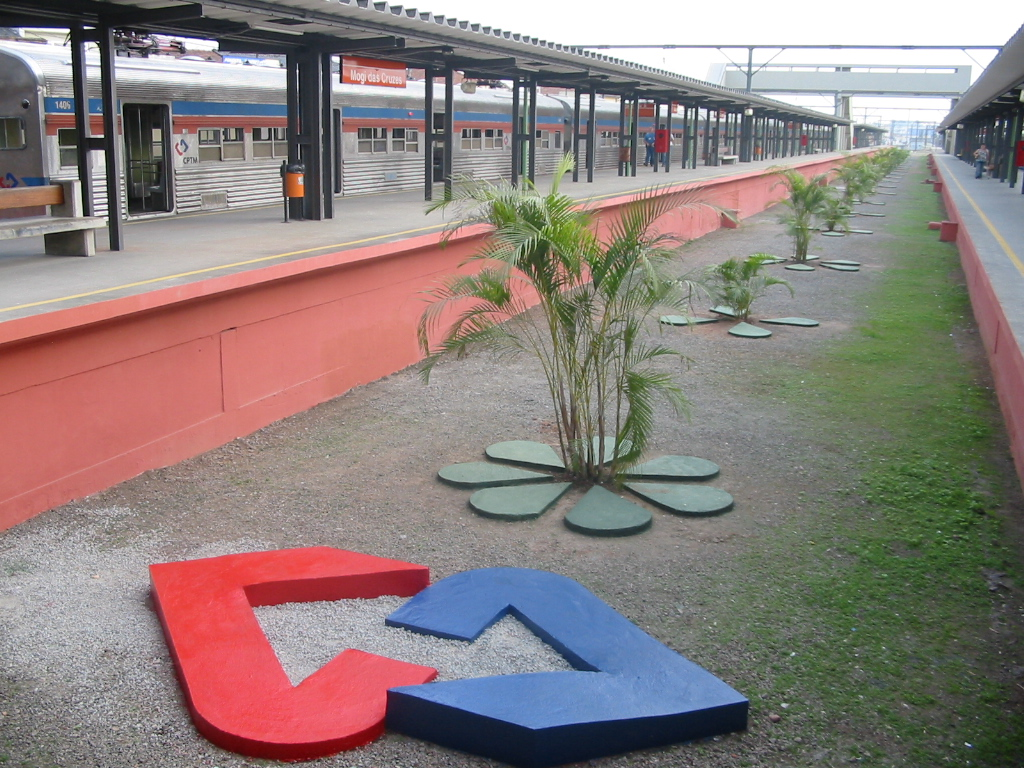
Estación Mogi das Cruzes Plataformas de embarque